# 京都府道128号六地蔵停車場線
京都府道128号六地蔵停車場線（きょうとふどう128ごう ろくじぞうていしゃじょうせん）は、京都府京都市伏見区を通る一般府道である。

## 概要
京都市伏見区桃山町因幡から京都市伏見区桃山町東町に至る。
六地蔵は宇治市であるが、京阪宇治線 六地蔵駅は京都市域になる。

### 路線データ
- 起点：京都市伏見区桃山町因幡（京阪宇治線 六地蔵駅前）
- 終点：京都市伏見区桃山町東町（六地蔵交差点、京都府道7号京都宇治線交点）

## 地理

### 通過する自治体
- 京都市（伏見区）

### 交差する道路
| 交差する道路          | 交差する場所 | 交差する場所        |
| --------------------- | ------------ | ------------------- |
| 京都府道7号京都宇治線 | 桃山町東町   | 六地蔵交差点 / 終点 |

### 沿線
- 京阪宇治線 六地蔵駅
- 大善寺